# تانگوی تک‌نفره

جلد کتاب تانگوی تک‌نفره اثر مجتبی پورمحسن

تانگوی تک‌نفره سومین مجموعه شعر مجتبی پورمحسن است. شعرهای این مجموعه در ایران اجازه چاپ نیافتند. این کتاب توسط نشر ۱۴۰۰، گروه انتشارات آزاد ایران در سوئد چاپ شده‌است. محتویات این کتاب در دادگاه به عنوان مدرک علیه مجتبی پورمحسن مطرح شد.